# Álvaro Fidalgo
Álvaro Fidalgo Fernández (ur. 9 kwietnia 1997 w Oviedo) – hiszpański piłkarz z obywatelstwem meksykańskim występujący na pozycji środkowego pomocnika, od 2021 roku zawodnik meksykańskiej Amériki.